# Nokia 6070

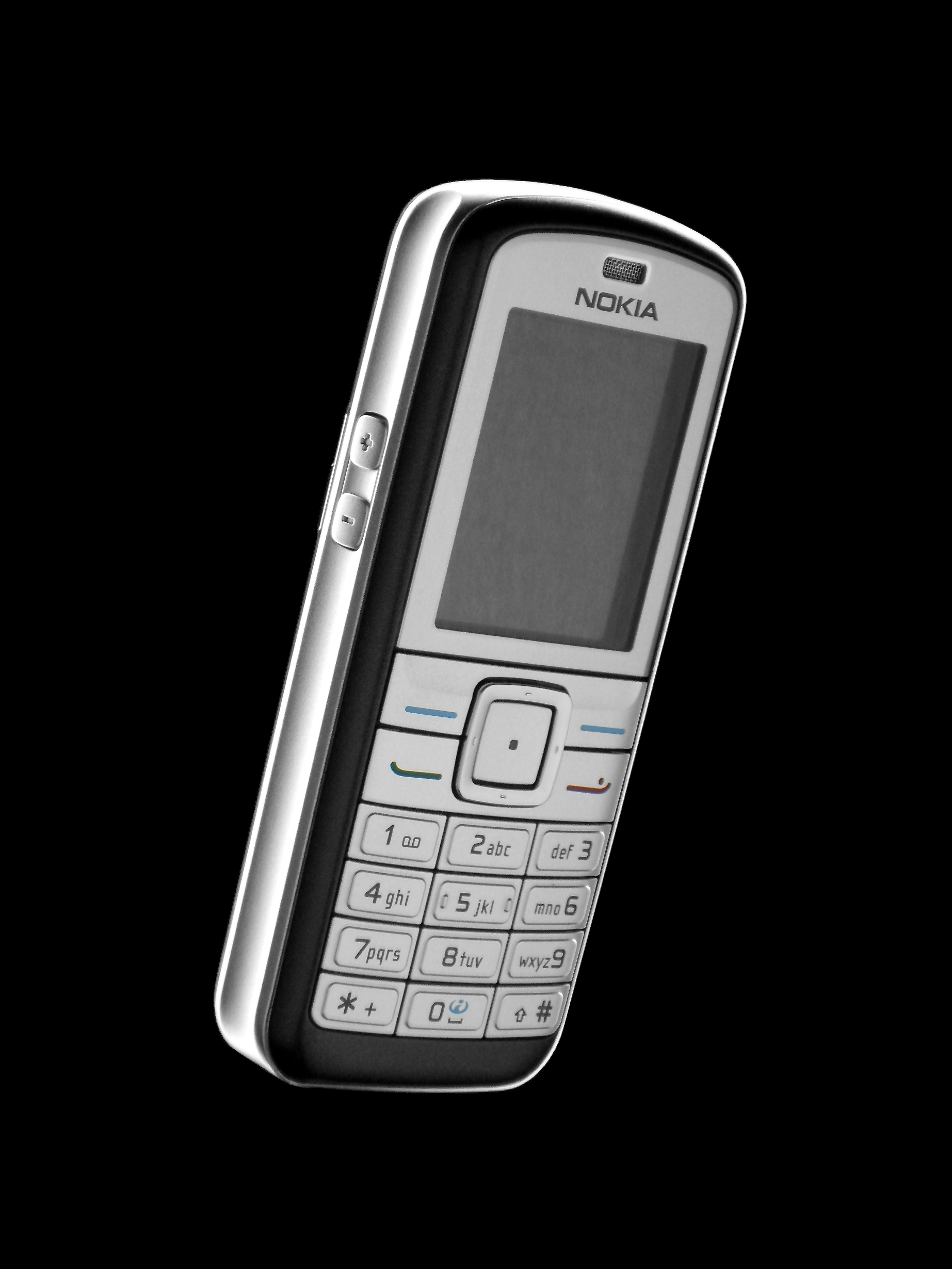
Nokia 6070

Le Nokia 6070 est un téléphone classique de 90 grammes avec un design strict à mi-chemin entre un téléphone classique et un téléphone multimédia grâce à sa caméra VGA, sa radio FM, son port infrarouge, le support du Java, GPRS, EDGE et le Push-to-Talk. La caméra est plutôt de mauvaise qualité et la mémoire intégrée est de seulement 3 mégaoctets et n'est extensible. Il a été présenté le 13 février 2006 et a été mis en vente en avril 2006.

## Caractéristiques
Il est tri-bande (900-1800-1900), reste jusqu'à 3 heures en communication et jusqu'à 10 jours en veille.

Il possède un écran 65 536 couleurs à 128 sur 160 pixels et une caméra VGA. Celle-ci peut prendre des vidéos au format H.263.
Il sait lire les sonneries polyphoniques et on peut en envoyer via le port IrDA.
Il choisit automatiquement le réseau selon la disponibilité. Le clavier est très ergonomique et possède le système de saisie prédictive. Son navigateur WAP 2.0 supporte le XHTML.

### Mémoire
Le système à une gestion particulière de la mémoire:
- L'annuaire retient environ 250 entrées avec une mémoire dynamique, ce nombre peut varier selon le nombre de caractères de chaque contact et l'annuaire a la possibilité de les classer dans des groupes personnalisés.
- La mémoire peut retenir jusqu'à 150 SMS simples, 50 avec un petit îcone et 10 MMS
- Le calendrier permet de planifier jusqu'à 100 rendez-vous selon les données de chaque entrée.
- Il retient les 10 derniers numéros appelés et qui nous ont appelés avec l'heure naturellement
- 6 vidéos de 10 secondes, 25 enregistrements d'1 minute ou 5 jeux à 128 kilooctets.